# Pierre de Wissant
Pierre de Wissant is een figuur uit de beeldengroep De Burgers van Calais. Auguste Rodin vervaardigde het werk tussen 1884-1886. Het bronzen beeldhouwwerk bevindt zich anno 2018 in het Koninklijk Museum voor Schone Kunsten Antwerpen waar het inventarisnummer 1654 draagt.

## Context

### Rodin
Auguste Rodin (1840-1919) gaf een nieuwe richting aan de beeldhouwkunst. Op zijn veertiende startte hij zijn opleiding aan de Petite École (École Impériale Spéciale de Dessin et de Mathématiques). Daar werden hem de basisvaardigheden van diverse kunstdisciplines – waaronder uit het geheugen modellen tekenen – bijgebracht. In 1857, toen hij zeventien jaar oud was, deed hij mee aan het toelatingsexamen voor de Parijse Academie. Hij faalde echter en moest als decoratief beeldhouwer in verschillende ateliers werken om de eindjes aan elkaar te kunnen knopen. Vanaf 1864 werkte hij in het atelier van Albert Erenst Carrier-Belleuse. Deze was een befaamd beeldhouwer die onder meer de vrouwenfiguren in de Opera Garnier had gemaakt. In zijn atelier werkte Rodin voornamelijk aan portretten in opdracht van de rijkere middenklasse. Vanaf 1870 werkte Rodin enige tijd voor Carrier-Belleuse. De samenwerking werd beëindigd omdat Rodin werken verkocht onder zijn eigen naam. Hij kon aan de slag bij beeldhouwer Antoine Joseph van Rasbourg, net zoals Carrier-Belleuse gevestigd te Brussel. Opnieuw wordt de samenwerking na relatief korte tijd beëindigd, deze keer na een meningsverschil over de uitwerking van een monument voor de Antwerpse burgemeester Loos. Dat jaar, in 1875, begon Rodin aan een van zijn bekendste werken. De gipsen versie van Het Bronzen Tijdperk, dat anno 2018 tot de collectie van het Koninklijk Museum voor Schone Kunsten Antwerpen behoort, nam anderhalf jaar in beslag. Die lange periode kan verklaard worden door het feit dat hij tussendoor naar Italië reisde en het werk van Michelangelo bestudeerde. Toen Rodin het werk voorstelde op bij de Cercle artistique in Brussel, beschuldigde men hem ervan een gipsafgietsel van zijn model gemaakt te hebben. Hij protesteerde fel en kreeg steun van meerdere befaamde beeldhouwers, waaronder Carrier-Beleuse. De Franse staat kocht het werk uiteindelijk aan.
Na het conflict met de Cercle artistique groeide Rodins bekendheid. Hij mocht de deur van het geplande Musée des Arts Décoratifs ontwerpen, wat resulteerde in zijn beroemde Poort van de Hel. Omdat de plannen voor het museum uiteindelijk niet van de grond kwamen, was Rodin in staat zijn hele leven verder te werken aan De Poort van de Hel. Losse elementen vergrootte hij en verkocht hij als op zichzelf staande werken. De Kus en De Denker zijn hiervan een voorbeeld.
Voor Victor Hugo en Balzac vervaardigde hij monumenten, die anno 2018 behoren tot de collectie van het Koninklijk Museum voor Schone Kunsten Antwerpen. In 1899 kreeg hij zijn eerste solotentoonstelling te Brussel. Deze reisde later door naar Den Haag, Rotterdam en Amsterdam. Een jaar later kreeg hij nog een solotentoonstelling. Hiervoor werd in Parijs een nieuw paviljoen gebouwd. Hij genoot ondertussen bekendheid in heel Europa en onder meer in Praag en Londen werden tentoonstellingen met zijn werk georganiseerd. Zijn benoeming tot Commandeur in het Legioen van Eer bevestigde zijn faam. Steeds meer portret-opdrachten van rijke, belangrijke families stroomden binnen.
Omdat zijn bekendheid steeg, kon hij zijn vraagprijs opslagen. Hij werd meer bemiddeld en kon vanaf 1908 het Hôtel Biron (het huidige Rodin Museum) huren en later kopen. Hij ontving er gasten en stelde er zijn kunst tentoon. In het Metropolitan Museum (New York) werd een Rodin Room ingericht. In 1913 werd hij erg ziek en startte hij onderhandelingen met de Franse staat om zijn werken na te laten. Er werd overeengekomen dat, indien het Hôtel Biron ingericht zou worden als museum, de overname in drie fases zou gebeuren. Hij overleed een jaar later, op 17 november 1917.
Hoewel hij anno 2018 bekend staat als de vernieuwer van de beeldhouwkunst, stuitte hij tijdens zijn leven vooral op kritiek. Zijn beelden zijn realistisch en kunnen getypeerd worden als impressionistisch. Zijn beeldoppervlak gaf hij een picturale behandeling, wat vormveranderingen toeliet. Door aandacht te hebben voor de geestelijke inhoud van een werk, aan de betekenis van houdingen, overstijgt hij het impressionisme. Tevens raakt hij daarmee het symbolisme.

### Belegering van Calais
Auguste Rodin kreeg in 1884 van de toenmalige burgemeester van Calais de opdracht een monument ter ere van de bewoners van de Franse havenstad te maken. Rodin koos hiervoor het einde van de Engelse belegering van Calais in 1347 (start in 1346). De veertiende-eeuwse kronieken van Jehan Froissart vertellen de heldhaftige episode uit de Honderdjarige Oorlog, waarin zes heldhaftige burgers hun stad van de hongersnood en totale verwoesting behoedden. Blootsvoets, met een strop rond hun nek en slechts gekleed in een jutezak gaven zij de stadssleutels aan de Engelse koning Edward III. Pierre de Wissant (1884-1886) was een van hen.
In een eerste fase maakte Rodin vele naaktstudies. Onder meer het Museum Boymans te Rotterdam bewaart een levensgrote, bronzen voorstudie van de naakte Pierre de Wissant, ook is er een voorstudie te vinden in de Hamburger Kunsthalle. Daarna bekleedde hij hen met het hemd van de veroordeelden. Het werk met catalogusnummer 1654 uit het Koninklijk Museum voor Schone Kunsten Antwerpen maakt deel uit van een beeldengroep van zes figuren. Doordat de studies bewaard zijn gebleven, is het mogelijk Rodins werkmethode te volgen in het evoluerende proces.

## Beschrijving
Het idee van een monument met historisch onderwerp zelf past volledig in de negentiende-eeuwse gebruiken. Het was echter Rodins uitwerking die vernieuwend was en dan ook op heel wat weerstand botste. Mogelijk onder invloed van zijn niet-traditionele opleiding (hij volgde les aan de Petite École in plaats van aan de Parijse Academie en stelde zijn werken ook niet vaak voor op de Salons), week hij af van de traditionele academische regels. Die schreven voor dat geïdealiseerde personages een gesloten, samenhangende groep moesten vormen. Het monument moest bovendien geplaatst worden op een hoge sokkel die hen boven het publiek verhief.
Rodin ging hier volledig tegen in: hij behandelde zijn figuren als individuele beeldhouwwerken en plaatste ze tussen het publiek, als waren ze een tableau vivant. Niet verwonderlijk stuitte deze nieuwe benadering op heel wat kritiek en duurde het tot 1895, negen jaar na de voltooiing, vooraleer het werk tentoongesteld werd. Dat was op een hoge sokkel en omringd door een ijzeren hek in gotische stijl. Pas na het overlijden in 1924 plaatste men de burgers op een laag grondvlak.
Rodin vervaardigde zijn Pierre de Wissant opvallend realistisch. Zijn vertwijfelde, dramatische, ronduit wanhopige expressie dankt hij onder meer aan het sterk geboetseerde oppervlak en de getormenteerde houding. De zware armen en handen, maar ook zeker de dramatische licht-schaduwwerking dragen hieraan bij. Rodin streefde doelbewust naar de weergave van de individuele innerlijke strijd van de zes burgers tussen angst en trouw aan de stad.

## Provenance
Reeds twee jaar na Rodins dood werd het Parijse Musée Rodin opgericht. Het promoot en beschermt Rodins artistieke erfenis en speelde een belangrijke rol in de vorming van een Rodin-collectie in het Koninklijk Museum voor Schone Kunsten. Dat is het museum waar Pierre de Wissant zich bevindt. Het museum kocht Pierre de Wissant rechtstreeks van de kunstenaar in 1908. Afgevaardigden van het museum zagen een gipsen versie op een Brussels salon vijf jaar eerder en waren geïnteresseerd in een bronzen exemplaar. In 1907 sloot het Koninklijk Museum voor Schone Kunsten Antwerpen een overeenkomst af met de kunstenaar en aan het begin van 1908 leverde Rodin een nieuw gipsen exemplaar aan de Brusselse Fonderie Nationale des Bronzes om een bronzen beeld te kunnen gieten. Het werd aanvankelijk op de driejaarlijkse tentoonstelling getoond, pas later kreeg het een plaats in de permanente museumcollectie.
Sindsdien verwierf het museum nog acht andere werken. Daaronder vallen het Bronzen tijdperk (1875-1880) en de monumentale Balzac (1891-1898). Zij staan echter opgesteld in het Openluchtmuseum voor beeldhouwkunst Middelheim. Een belangrijk moment in de verwerving was 1924. Toen vond in de Antwerpse stadsfeestzaal het salon van Kunst van Hede plaats. Deze organiseerde een overzichtstentoonstelling van Rodins werk. François Franck, lid van de beheerraad en man achter Kunst van Heden, was de drijvende kracht in de aankoop van vier van Rodins werken. Franck slaagde erin een korting van 50% te verkrijgen. Er waren echter heel wat misverstanden over de rekening. Om de gemoederen te bedaren, schonk het Musée Rodin boven op de vier werken ook nog De man met de gebroken neus.